# Іванківці (Тернопільський район)
Іва́нківці — село в Україні, у Тернопільській міській громаді Тернопільського району Тернопільської області. Розташоване на річці Серет, на півночі району. Від 2018 у складі Тернопільської міської громади.
Раніше село називалося Янківці.
До Іванківців приєднано хутір Гребля. Населення — 321 особа.

## Історія

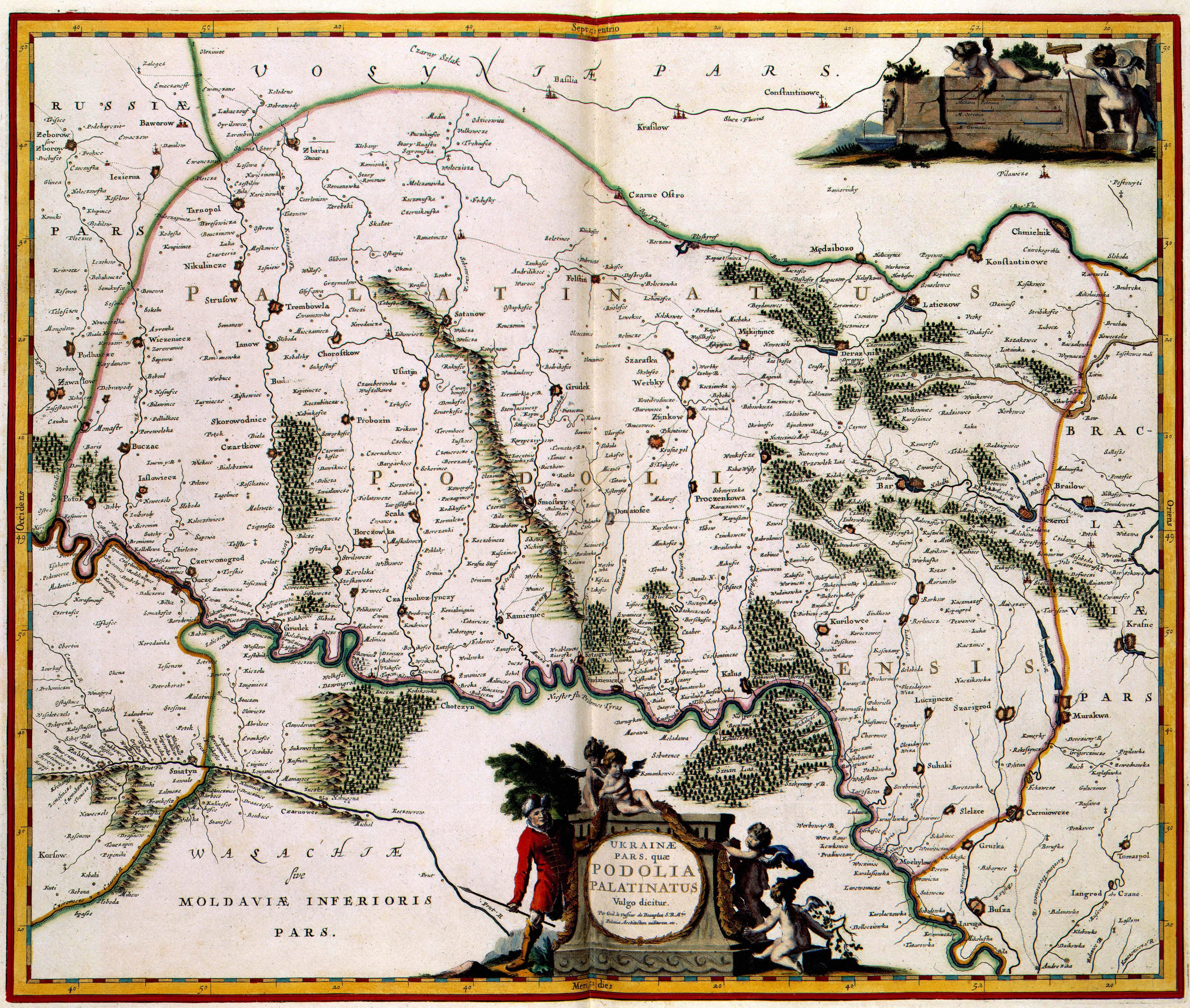
Карта Поділля 1664. Боплан

На карті Поділля Гійома Левассера де Боплана 1664 року село Іванківці зображається на межі між Волинню, Галичиною та Поділлям.
Поблизу села виявлено археологічні пам'ятки доби середнього та пізнього палеоліту, черняхівської культури.
Перша писемна згадка — 1672. Під час І світової війни багато будівель було зруйновано.
Діяли «Просвіта» та інші українські товариства, кооператива.
1 серпня 1934 року в рамках реформи на підставі нового закону про самоуправління (23 березня 1933 року) увійшло до нової сільської гміни Янківці (Тернопільський повіт Тернопільського воєводства).

## Пам'ятки
Є церква Введення в храм Пресвятої Богородиці (1991), «фігура» Матері Божої на честь незалежності України (2001)
Встановлено пам'ятний знак на честь скасування панщини, споруджено пам'ятник Борцям за волю України.
На кладовищі є могила радянського воїна Г. А. Кришталя, який загинув у 1939 р. На могилі — обеліск пірамідальної форми на прямокутному постаменті

## Соціальна сфера
Діють клуб, бібліотека, ФАЛ, дільнична лікарня.

## Відомі люди

### Народилися
- Наталя Басараб (нар. 1954) — українська художниця.
- Богдан Лановик (1936—2017) — український історик, краєзнавець, науковець, професор, кандидат історичних наук.

## Галерея

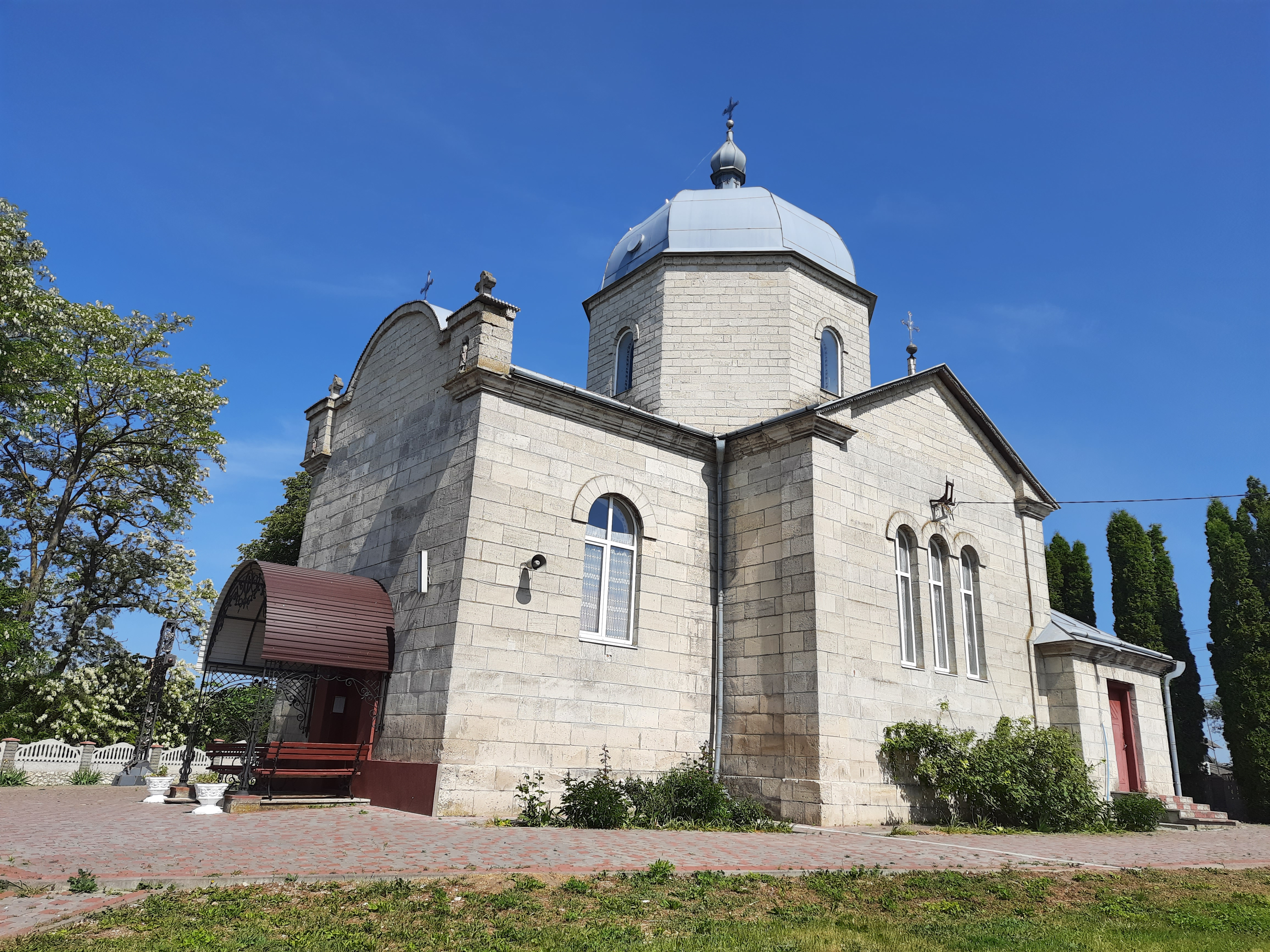
Церква Введення в храм Пресвятої Богородиці
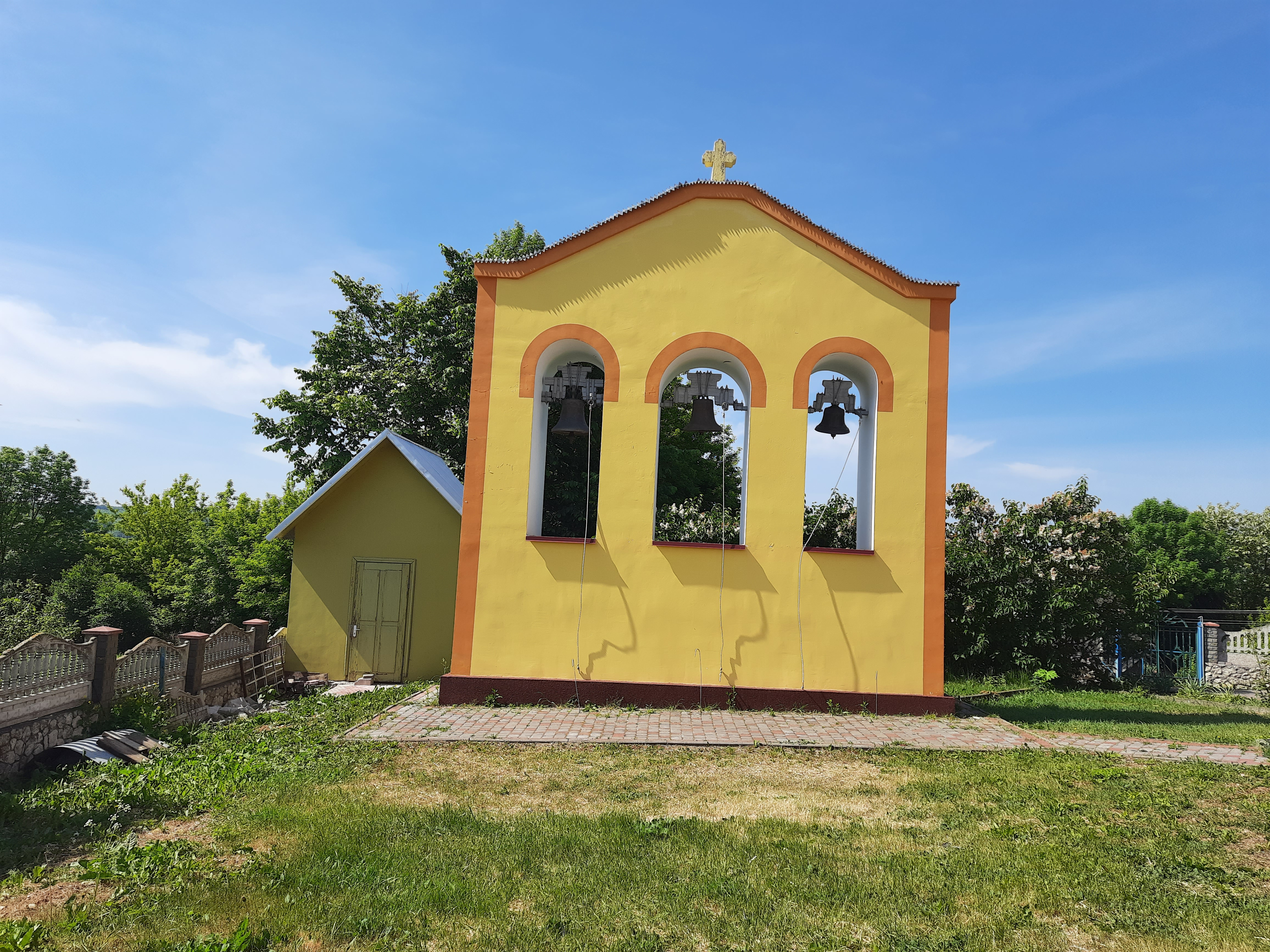
Дзвіниця церкви Введення в храм Пресвятої Богородиці
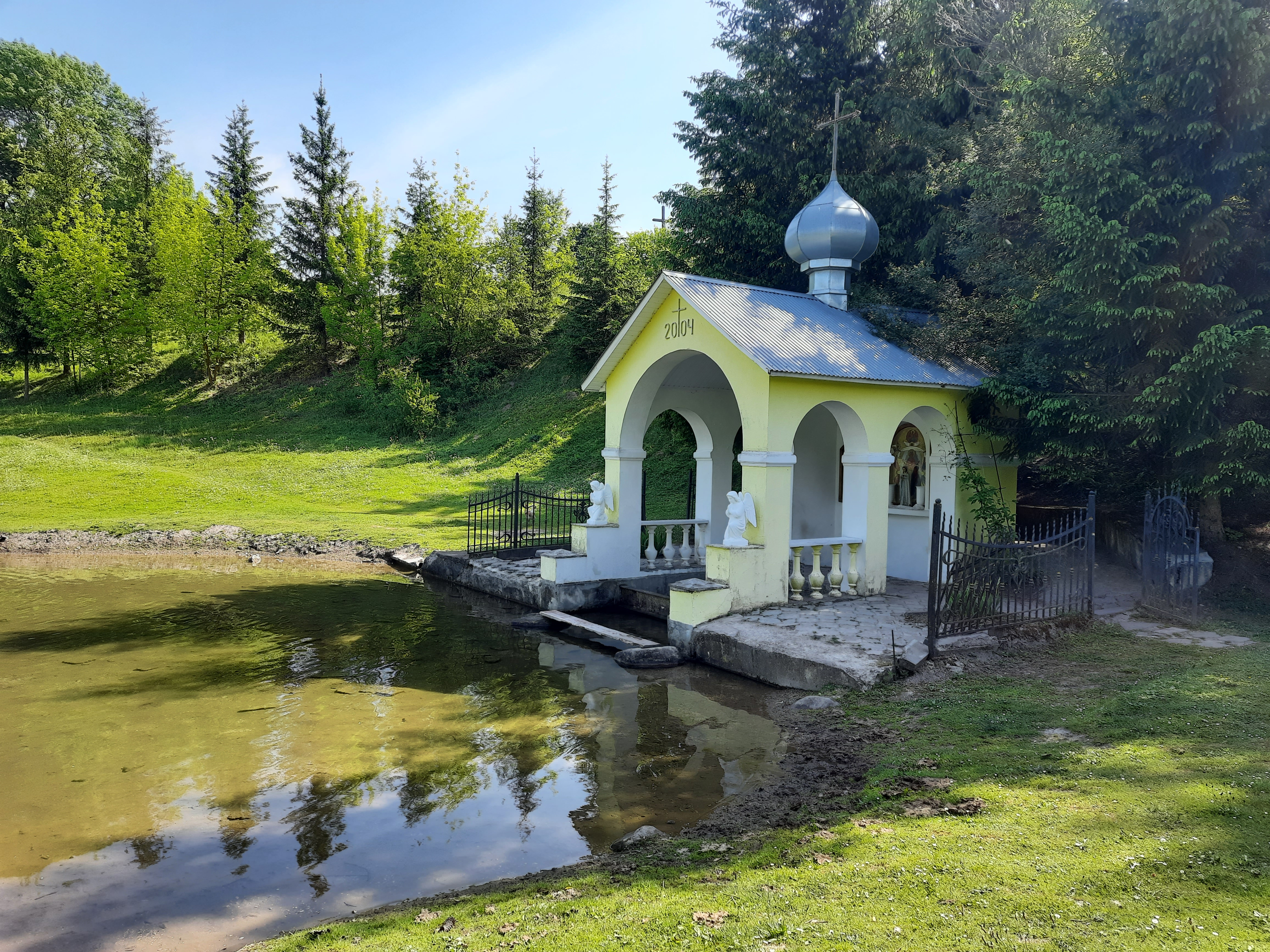
Капличка біля джерела
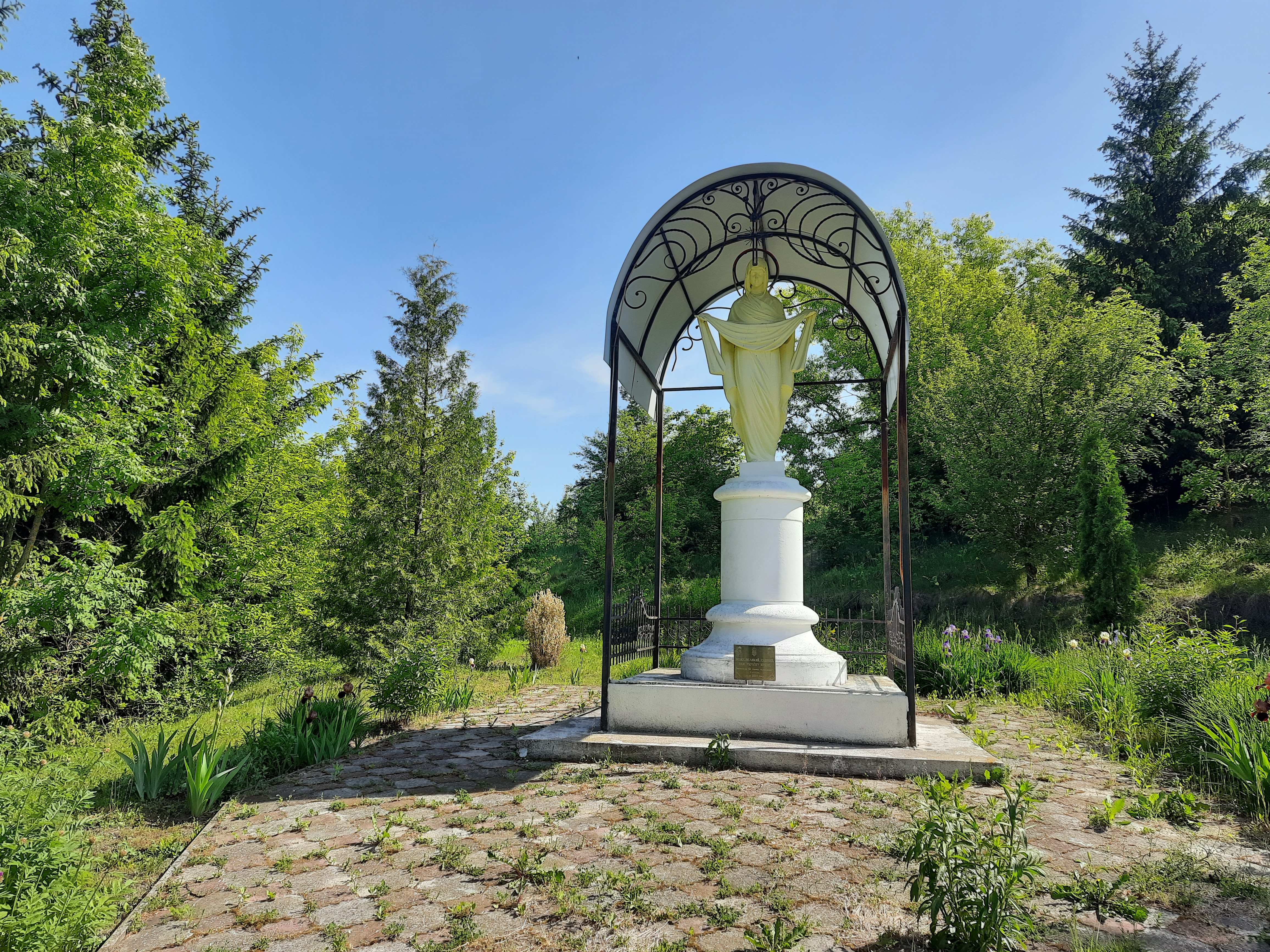
Статуя Божої Матері
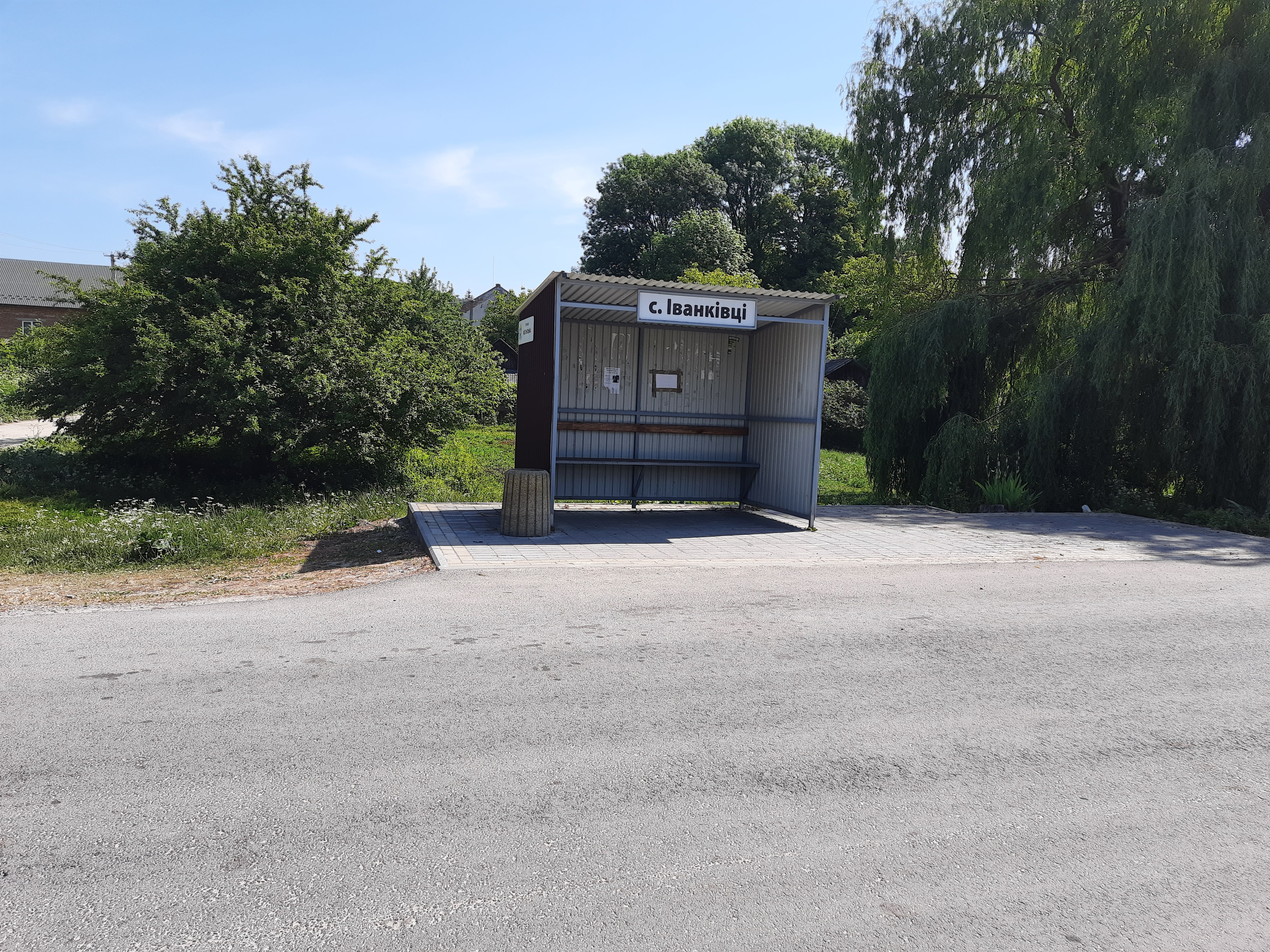
Автобусна зупинка